# 2013-as női labdarúgó-Európa-bajnokság (selejtező – 3. csoport)
A 2013-as női labdarúgó-Európa-bajnokság selejtezőjének C csoportjában 6 csapat vett részt, hogy közülük egy csapat bejusson a végső szakaszba.

## Végeredmény
| # | Csapat         | M  | Gy | D | V  | GK    | P  |
| - | -------------- | -- | -- | - | -- | ----- | -- |
| 1 | Norvégia       | 10 | 8  | 0 | 2  | 35:09 | 24 |
| 2 | Izland         | 10 | 7  | 1 | 2  | 28:04 | 22 |
| 3 | Belgium        | 10 | 6  | 2 | 2  | 18:08 | 20 |
| 4 | Észak-Írország | 10 | 3  | 2 | 5  | 12:15 | 11 |
| 5 | Magyarország   | 10 | 3  | 1 | 6  | 18:22 | 10 |
| 6 | Bulgária       | 10 | 0  | 0 | 10 | 01:54 | 0  |

## Mérkőzések
Minden mérkőzés időpontja közép-európai nyári idő szerint értendő
| 2011. május 19. 21:30 | Izland                                                                      | 6 – 0       | Bulgária | Laugardalsvöllur, Reykjavík Nézőszám: 1 371 Játékvezető: Floarea Ionescu (román) |
| 2011. május 19. 21:30 | Viðarsdóttir 6' 36' 72' (11-esből) 90+2' Gunnarsdóttir 12' Magnúsdóttir 63' | Jegyzőkönyv |          | Laugardalsvöllur, Reykjavík Nézőszám: 1 371 Játékvezető: Floarea Ionescu (román) |

| 2011. szeptember 17. 16:00 | Belgium                     | 2 – 1       | Magyarország | Lorzestraat, Dessel Nézőszám: 389 Játékvezető: Saša Ihringová (angol) |
| 2011. szeptember 17. 16:00 | Wullaert 43' Demoustier 85' | Jegyzőkönyv | Jakabfi 81'  | Lorzestraat, Dessel Nézőszám: 389 Játékvezető: Saša Ihringová (angol) |

| 2011. szeptember 17. 18:00 | Izland                                      | 3 – 1       | Norvégia      | Laugardalsvöllur, Reykjavík Nézőszám: 3 007 Játékvezető: Kirsi Heikkinen (finn) |
| 2011. szeptember 17. 18:00 | Magnúsdóttir 8' 32' Viðarsdóttir 15' (pen.) | Jegyzőkönyv | Stensland 70' | Laugardalsvöllur, Reykjavík Nézőszám: 3 007 Játékvezető: Kirsi Heikkinen (finn) |

| 2011. szeptember 21. 16:30 | Norvégia                                                            | 6 – 0       | Magyarország | Nadderud Stadion, Nadderud Nézőszám: 193 Játékvezető: Natalie Avdonchenko (orosz) |
| 2011. szeptember 21. 16:30 | Andersen 23' Herlovsen 31' 62' Lund 65' Stensland 78' Tofte Ims 89' | Jegyzőkönyv |              | Nadderud Stadion, Nadderud Nézőszám: 193 Játékvezető: Natalie Avdonchenko (orosz) |

| 2011. szeptember 21. 21:30 | Izland      | 0 – 0 | Belgium | Laugardalsvöllur, Reykjavík Nézőszám: 2 968 Játékvezető: Christine Beck (német) |
| 2011. szeptember 21. 21:30 | Jegyzőkönyv |       |         | Laugardalsvöllur, Reykjavík Nézőszám: 2 968 Játékvezető: Christine Beck (német) |

| 2011. október 22. 14:00 | Magyarország | 0 – 1       | Izland          | Perutz Stadion, Pápa Nézőszám: 158 Játékvezető: Riem Hussein (német) |
| 2011. október 22. 14:00 |              | Jegyzőkönyv | Lárusdóttir 68' | Perutz Stadion, Pápa Nézőszám: 158 Játékvezető: Riem Hussein (német) |

| 2011. október 22. 15:00 | Bulgária | 0 – 1       | Észak-Írország | Lovecsi stadion, Lovecs Nézőszám: 24 Játékvezető: Gordana Kuzmanović (szerb) |
| 2011. október 22. 15:00 |          | Jegyzőkönyv | Stephens 10'   | Lovecsi stadion, Lovecs Nézőszám: 24 Játékvezető: Gordana Kuzmanović (szerb) |

| 2011. október 26. 16:00 | Belgium | 0 – 1       | Norvégia | Lorzestraat, Dessel Nézőszám: 933 Játékvezető: Katerina Monzul (ukrán) |
| 2011. október 26. 16:00 |         | Jegyzőkönyv | Lund 66' | Lorzestraat, Dessel Nézőszám: 933 Játékvezető: Katerina Monzul (ukrán) |

| 2011. október 26. 20:30 | Észak-Írország | 0 – 2       | Izland                              | The Oval, Belfast Nézőszám: 382 Játékvezető: Carina Vitulano (olasz) |
| 2011. október 26. 20:30 |                | Jegyzőkönyv | Magnúsdóttir 39' Brynjarsdóttir 41' | The Oval, Belfast Nézőszám: 382 Játékvezető: Carina Vitulano (olasz) |

| 2011. október 27. 15:00 | Bulgária | 0 – 4       | Magyarország                          | Lovecsi stadion, Lovecs Nézőszám: 150 Játékvezető: Betina Norman (dán) |
| 2011. október 27. 15:00 |          | Jegyzőkönyv | Vágó 24' (11-esből) 33' Sipos 36' 71' | Lovecsi stadion, Lovecs Nézőszám: 150 Játékvezető: Betina Norman (dán) |

| 2011. november 19. 16:00 | Belgium                                 | 5 – 0       | Bulgária | Lorzestraat, Dessel Nézőszám: 867 Játékvezető: Zuzana Kováčová (szlovák) |
| 2011. november 19. 16:00 | Zeler 5' 56' Wiard 14' 43' van Gils 70' | Jegyzőkönyv |          | Lorzestraat, Dessel Nézőszám: 867 Játékvezető: Zuzana Kováčová (szlovák) |

| 2011. november 19. 20:30 | Észak-Írország                        | 3 – 1       | Norvégia      | Mourneview Park, Lurgan Nézőszám: 300 Játékvezető: Florence Guillemin (francia) |
| 2011. november 19. 20:30 | McGuinness 17' Hutton 44' Furness 74' | Jegyzőkönyv | Herlovsen 60' | Mourneview Park, Lurgan Nézőszám: 300 Játékvezető: Florence Guillemin (francia) |

| 2011. november 23. 13:00 | Bulgária | 0 – 1       | Belgium        | Lovecsi stadion, Lovecs Nézőszám: 30 Játékvezető: Stéphanie Frappart (francia) |
| 2011. november 23. 13:00 |          | Jegyzőkönyv | Demoustier 13' | Lovecsi stadion, Lovecs Nézőszám: 30 Játékvezető: Stéphanie Frappart (francia) |

| 2011. november 23. 14:00 | Magyarország            | 2 – 2       | Észak-Írország        | Káposztás utcai Stadion, Sopron Nézőszám: 75 Játékvezető: Ausra Kance (litván) |
| 2011. november 23. 14:00 | Hutton 76' Tálosi 90+2' | Jegyzőkönyv | Nelson 32' Hutton 71' | Káposztás utcai Stadion, Sopron Nézőszám: 75 Játékvezető: Ausra Kance (litván) |

| 2012. február 15. 20:00 | Belgium                | 2 – 2       | Észak-Írország         | Lorzestraat, Dessel Nézőszám: 815 Játékvezető: Sandra Braz Bastos (portugál) |
| 2012. február 15. 20:00 | Zeler 44' Wullaert 53' | Jegyzőkönyv | O'Hagan 51' Nelson 83' | Lorzestraat, Dessel Nézőszám: 815 Játékvezető: Sandra Braz Bastos (portugál) |

| 2012. március 31. 13:00 | Bulgária | 0 – 3       | Norvégia                          | Lovecsi stadion, Lovecs Nézőszám: 100 Játékvezető: Ausra Kance (litván) |
| 2012. március 31. 13:00 |          | Jegyzőkönyv | Tofte Ims 70' H. Hansen 90' 90+4' | Lovecsi stadion, Lovecs Nézőszám: 100 Játékvezető: Ausra Kance (litván) |

| 2012. április 4. 17:00 | Magyarország | 0 – 5       | Norvégia                                                  | Széktói Stadion, Kecskemét Nézőszám: 200 Játékvezető: Sofia Karagiorgi (ciprusi) |
| 2012. április 4. 17:00 |              | Jegyzőkönyv | Pedersen 8' Tofte Ims 30' H. Hansen 46' 64' Stensland 60' | Széktói Stadion, Kecskemét Nézőszám: 200 Játékvezető: Sofia Karagiorgi (ciprusi) |

| 2012. április 4. 20:00 | Belgium      | 1 – 0       | Izland | Lorzestraat, Dessel Nézőszám: 1,618 Játékvezető: Natalie Avdonchenko (orosz) |
| 2012. április 4. 20:00 | Wullaert 66' | Jegyzőkönyv |        | Lorzestraat, Dessel Nézőszám: 1,618 Játékvezető: Natalie Avdonchenko (orosz) |

| 2012. április 25. 20:30 | Észak-Írország | 0 – 1       | Magyarország          | Mourneview Park, Lurgan Nézőszám: 358 Játékvezető: Karolina Radzik-Johan (lengyel) |
| 2012. április 25. 20:30 |                | Jegyzőkönyv | Vágó 90+4' (11-esből) | Mourneview Park, Lurgan Nézőszám: 358 Játékvezető: Karolina Radzik-Johan (lengyel) |

| 2012. május 19. 16:00 | Észak-Írország                                  | 4 – 1       | Bulgária        | Solitude, Belfast Nézőszám: 275 Játékvezető: Linn Andersson (svéd) |
| 2012. május 19. 16:00 | Magill 3' McGuinness 5' Kireva 44' Milligan 55' | Jegyzőkönyv | Gospodinova 34' | Solitude, Belfast Nézőszám: 275 Játékvezető: Linn Andersson (svéd) |

| 2012. június 16. 14:30 | Norvégia                                                                           | 11 – 0      | Bulgária | Sarpsborg Stadion, Sarpsborg Nézőszám: 642 Játékvezető: Sandra Braz Bastos (portugál) |
| 2012. június 16. 14:30 | Herlovsen 8' 12' 30' 43' 47' Mjelde 22' 34' C. Hansen 48' Pedersen 78' Knudsen 80' | Jegyzőkönyv |          | Sarpsborg Stadion, Sarpsborg Nézőszám: 642 Játékvezető: Sandra Braz Bastos (portugál) |

| 2012. június 16. 18:30 | Izland                                      | 3 – 0       | Magyarország | Laugardalsvöllur, Reykjavík Nézőszám: 1 395 Játékvezető: Cristina Dorcioman (román) |
| 2012. június 16. 18:30 | Viðarsdóttir 7' Magnúsdóttir 42' Jessen 86' | Jegyzőkönyv |              | Laugardalsvöllur, Reykjavík Nézőszám: 1 395 Játékvezető: Cristina Dorcioman (román) |

| 2012. június 20. 17:00 | Magyarország    | 1 – 3       | Belgium                          | Rohonci úti stadion, Szombathely Nézőszám: 225 Játékvezető: Tanja Schett (osztrák) |
| 2012. június 20. 17:00 | Dombai-Nagy 19' | Jegyzőkönyv | Mermans 13' Cayman 65' Wiard 77' | Rohonci úti stadion, Szombathely Nézőszám: 225 Játékvezető: Tanja Schett (osztrák) |

| 2012. június 20. 18:00 | Norvégia                 | 2 – 0       | Észak-Írország | Sarpsborg Stadion, Sarpsborg Nézőszám: 627 Játékvezető: Christine Baitinger (német) |
| 2012. június 20. 18:00 | Mykjåland 77' Mjelde 86' | Jegyzőkönyv |                | Sarpsborg Stadion, Sarpsborg Nézőszám: 627 Játékvezető: Christine Baitinger (német) |

| 2012. június 21. 17:00 | Bulgária | 0 – 10      | Izland | Lovecsi stadion, Lovecs Nézőszám: 50 Játékvezető: Elia Martinez (spanyol) |
| 2012. június 21. 17:00 |          | Jegyzőkönyv | Jónsdóttir 10' 80' Gunnarsdóttir 29' 50' Viðarsdóttir 36' 49' Brynjarsdóttir 64' Ómarsdóttir 67' Bjarnadóttir 70' Lárusdóttir 73' | Lovecsi stadion, Lovecs Nézőszám: 50 Játékvezető: Elia Martinez (spanyol) |

| 2012. szeptember 15. 14:30 | Norvégia                                  | 3 – 2       | Belgium                | Ullevaal Stadion, Oslo Nézőszám: 2 457 Játékvezető: Teodora Albon (román) |
| 2012. szeptember 15. 14:30 | Thorsnes 4' Herlovsen 50' Christensen 61' | Jegyzőkönyv | Wullaert 54' Wiard 73' | Ullevaal Stadion, Oslo Nézőszám: 2 457 Játékvezető: Teodora Albon (román) |

| 2012. szeptember 15. 18:15 | Izland                              | 2 – 0       | Észak-Írország | Laugardalsvöllur, Reykjavík Nézőszám: 2 929 Játékvezető: Efthalia Mitsi (görög) |
| 2012. szeptember 15. 18:15 | Magnúsdóttir 37' Friðriksdóttir 53' | Jegyzőkönyv |                | Laugardalsvöllur, Reykjavík Nézőszám: 2 929 Játékvezető: Efthalia Mitsi (görög) |

| 2012. szeptember 19. 15:00 | Magyarország                                                           | 9 – 0       | Bulgária | Káposztás utcai Stadion, Sopron Nézőszám: 65 Játékvezető: Hilal Tuba Tosun Ayer (török) |
| 2012. szeptember 19. 15:00 | Vágó 12' (11-esből) 14' 52' 54' Sipos 37' Zágor 46' Rácz 73' Pádár 76' | Jegyzőkönyv |          | Káposztás utcai Stadion, Sopron Nézőszám: 65 Játékvezető: Hilal Tuba Tosun Ayer (török) |

| 2012. szeptember 19. 19:30 | Észak-Írország | 0 – 2       | Belgium              | Windsor Park, Belfast Nézőszám: 300 Játékvezető: Esther Staubli (svájci) |
| 2012. szeptember 19. 19:30 |                | Jegyzőkönyv | Cayman 77' Zeler 86' | Windsor Park, Belfast Nézőszám: 300 Játékvezető: Esther Staubli (svájci) |

| 2012. szeptember 19. 19:30 | Norvégia                | 2 – 1       | Izland           | Ullevaal Stadion, Oslo Nézőszám: 1 378 Játékvezető: Bibiana Steinhaus (német) |
| 2012. szeptember 19. 19:30 | Mjelde 39' Thorsnes 42' | Jegyzőkönyv | Viðarsdóttir 66' | Ullevaal Stadion, Oslo Nézőszám: 1 378 Játékvezető: Bibiana Steinhaus (német) |

## A góllövőlista élmezőnye
9 gól
- Margrét Lára Viðarsdóttir
- Isabell Herlovsen

7 gól
- Vágó Fanny

6 gól
- Hólmfríður Magnúsdóttir

4 gól
| - Annaelle Wiard - Tessa Wullaert | - Aline Zeler - Hege Hansen | - Maren Mjelde |

3 gól
| - Sipos Lilla - Sara Björk Gunnarsdóttir | - Gry Tofte Ims | - Ingvild Stensland |

2 gól
| - Janice Cayman - Audrey Demoustier - Rácz Zsófia - Dagný Brynjarsdóttir | - Katrín Jónsdóttir - Dóra María Lárusdóttir - Ashley Hutton - Kirsty McGuinness | - Julie Nelson - Marita Skammelsrud Lund - Cecilie Pedersen - Elise Thorsnes |

1 gól
| - Lien Mermans - Stéphanie van Gils - Valentyina Gospodinova - Jakabfi Zsanett - Dombai-Nagy Anett - Pádár Anita - Tálosi Szabina - Zágor Bernadett | - Kristín Ýr Bjarnadóttir - Fanndís Friðriksdóttir - Sandra Jessen - Katrín Ómarsdóttir - Rachel Furness - Simone Magill - Caragh Milligan | - Catherine O'Hagan - Jessica Stephens - Solfrid Andersen - Marit Christensen - Caroline Graham Hansen - Mari Knudsen - Lene Mykjåland |

1 öngól
- Borislava Kireva (Észak-Írország ellen)
- Ashley Hutton (Magyarország ellen)